# Кольчинська селищна територіальна громада
Кольчинська селищна громада — територіальна громада в Україні, в Мукачівському районі Закарпатської області. Адміністративний центр — селище Кольчино.
Площа громади —  км², населення —  мешканців (2020).
Утворена 12 червня 2020 року шляхом об'єднання Кольчинської селищної, Верхньовизницької і Пузняковецької сільських рад Мукачівського району.

## Населені пункти
У складі громади 1 селище (Кольчино) і 11 сіл:
- с. Верхня Визниця
- с. Герцівці
- с. Грабово
- с. Жборівці
- с. Кленовець
- с. Клочки
- с. Коноплівці
- с. Крите
- с. Лісарня
- с. Пузняківці
- с. Тростяниця